# Коди Гакпо
Коди Матес Гакпо (на нидерландски: Cody Mathès Gakpo, роден на 7 май 1999 г. в Айндховен, Нидерландия) е нидерландски футболист полузащитник, състезател на Ливърпул и Националния отбор на Нидерландия.

## Успехи
Отборни
ПСВ Айндховен
- Шампион (1): 2017/18
- Купа на Нидерландия (1): 2021/22
- Суперкупа на Нидерландия (2): 2021, 2022

Ливърпул
- Шампион (1): 2024/25

Лични
- Футболист на Нидерландия (1): 2022